# Pueblo tsez
Los Tsez (también conocidos como Dido o Didoi) son un grupo étnico del Cáucaso septentrional. Su lengua no escrita, también llamada tsez o dido, pertenece al grupo Caucásico nororiental con unos 15.354 hablantes. A efectos demográficos, hoy se los clasifica con los ávaros con quienes los Tsez comparten una religión, el Islam sunita, y algunos rasgos culturales. Están centrados en el distrito Tsunta de Daguestán, Rusia. El término "Dido" se utiliza a veces en un sentido más amplio para referirse a los Tsez, así como a los Bezhtas, Hinuqs, Khwarshis y Hunzibs, que también se clasifican como subgrupos Avar. Según el censo ruso de 2002, había 15.256 autoidentificados Tsez en Rusia (15.176 en su tierra natal), anotados como un "subgrupo Avar", aunque el número real es probablemente ligeramente mayor.

## Cultura
Los Tsez se dedicaban tradicionalmente a la cría de ganado y al cultivo limitado. En tiempos más recientes, algunos Tsez han migrado a centros industriales en busca de trabajo. Los tsez se adhieren al Islam sunita. El Islam se convirtió en la fe mayoritaria de los tsez en los siglos XVII y XVIII, aunque todavía están presentes elementos de costumbres preislámicas.